# Fusulina
Fusulina es un género de foraminífero bentónico de la subfamilia Fusulininae, de la familia Fusulinidae, de la superfamilia Fusulinoidea, del suborden Fusulinina y del orden Fusulinida. Su especie-tipo es Fusulina cylindrica. Su rango cronoestratigráfico abarca el Moscoviense (Carbonífero superior).

## Discusión
Clasificaciones más recientes incluyen Fusulina en la subclase Fusulinana de la clase Fusulinata.

## Clasificación
Se han descrito numerosas especies de Fusulina. Entre las especies más interesantes o más conocidas destacan:
- Fusulina cylindrica
- Fusulina donbassica
- Fusulina elongata
- Fusulina inconspicua
- Fusulina montipara
- Fusulina verneuili

En Fusulina se han considerado los siguientes subgéneros:
- Fusulina (Akiyoshiella), aceptado como género Akiyoshiella
- Fusulina (Cancellina), aceptado como género Cancellina
- Fusulina (Moellerina), aceptado como género Moellerina
- Fusulina (Neoschwagerina), aceptado como género Neoschwagerina
- Fusulina (Palaeofusulina), aceptado como género Palaeofusulina
- Fusulina (Quasifusulinoides), aceptado como género Quasifusulinoides
- Fusulina (Schellwienia), también considerado como género Schellwienia y aceptado como género Fusulina